# Robert Scottstraat 7
Robert Scottstraat 7 te Amsterdam is een bouwblok aan de Robert Scottstraat, Amsterdam-West.
Het werd gebouwd als klooster en pastorie van de aanpalende Sint-Josephkerk. De gebouwen zijn door middel van een corridor met elkaar verbonden. Wat de gebouwen ook met elkaar verbindt zijn de architecten Gerard Holt en Karel Petrus Tholens, die de gebouwen ontwierpen. Het gebouw Robert Scottstraat 7 bestaat uit drie bouwlagen onder een plat dak; het onderscheidt zich daarmee van de tegenoverliggende woningen die een puntdak hebben. Wat het gebouw des te opvallender maakt is de plint. In de jaren vijftig was het nog normaal die uit te voeren tot aan de drempel of net daar boven; hier is de plint doorgetrokken tot de bovenrand van de vensters van de begane grond. Bovendien is ze niet uitgevoerd in grijs natuursteen maar in stenen van allerlei formaten en kleuren.
Het in mei 1953 betrokken gebouw is sinds juni 2019 gemeentelijk monument.  In de voorgevel is een “eerste steen” gezet, die de naam draagt van pater A. Leeuwen OFM, gedateerd 28 juli 1952.  